# Баранов, Сидор Егорович
Си́дор (Исидор) Его́рович Бара́нов (1754—1829) — русский общественный деятель, градоначальник Петрозаводска, купец.

## Биография
Родился в крестьянской семье.
Занимался выполнением строительных подрядов.
Был назначен городским головой Петрозаводска 26 мая 1803 года по решению Олонецкого губернатора А. А. Ушакова в связи с досрочной отставкой городского головы М. С. Анциферова.
Служил городским головой в 1803—1808, 1810 и 1824—1825 годах.

## Семья
Жена — Татьяна Емельяновна, урождённая Кайдалова. Сыновья — Антон (род. 1794), Пётр (1795—1813), Аким (1803—1837).